# 亞什基諾區

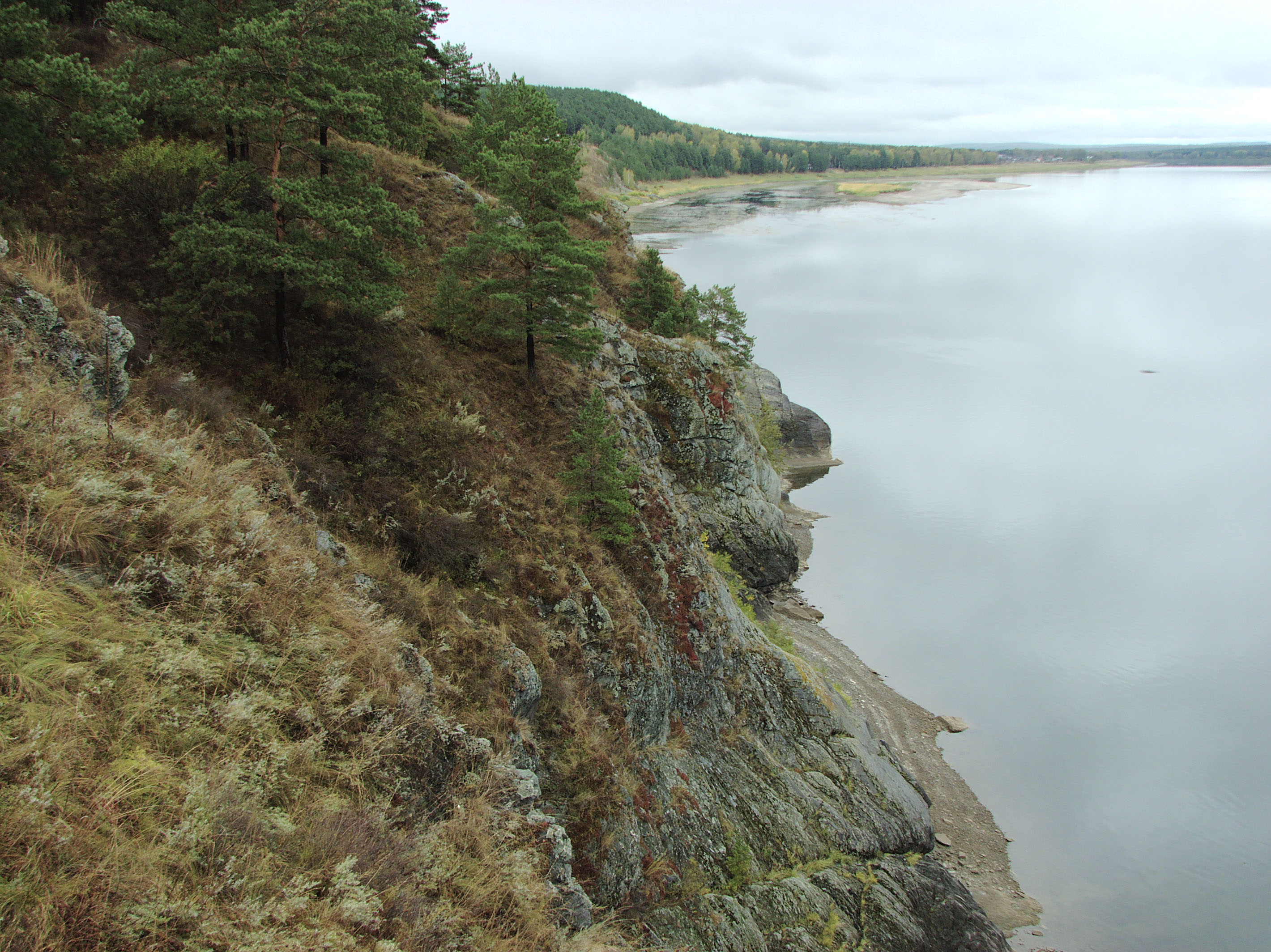

55°52′07″N 85°25′23″E / 55.86861°N 85.42306°E
亞什基諾區（俄语：Яшкинский район），是俄羅斯的一個區，位於該國南部，由科麥羅沃州負責管轄，面積3,484平方公里，2010年該區人口30,856，人口密度每平方公里8.86人。